# Mount Wild (berg i Antarktis, lat -84,80, long 162,67)
Mount Wild är ett berg i Antarktis. Det ligger i Östantarktis. Nya Zeeland gör anspråk på området. Toppen på Mount Wild är 2 633 meter över havet, eller 98 meter över den omgivande terrängen. Bredden vid basen är 2,4 km.
Terrängen runt Mount Wild är varierad. Trakten är obefolkad. Det finns inga samhällen i närheten.